# Danick Snelder
Danick Snelder, née le 22 mai 1990 à Pijnacker aux Pays-Bas, est une joueuse internationale néerlandaise de handball, évoluant au poste de pivot.
Avec l'équipe nationale des Pays-Bas, elle est notamment championne du monde en 2019.

## Biographie
En décembre 2015, elle crée la surprise avec les Pays-Bas en atteignant la finale du championnat du monde, perdue face à la Norvège,.
En décembre 2017, elle décroche une médaille de bronze lors du championnat du monde en remportant le match pour la troisième place face à la Suède.

## Palmarès

### En club
compétitions nationales
- vainqueur du Championnat d'Allemagne en 2011, 2012, 2013, 2014, 2015 et 2016 (avec Thüringer HC)
- vainqueur de la Coupe d'Allemagne en 2011 et 2013 (avec Thüringer HC)
- vainqueur de la Coupe de Hongrie en 2017 (avec Ferencváros TC)

### En sélection
championnats du monde
- vainqueur du Championnat du monde 2019
- finaliste du championnat du monde en 2015
- troisième du championnat du monde en 2017
- 15e place au championnat du monde en 2011[6]
- 12e place au championnat du monde en 2013[7]

championnats d'Europe
- finaliste du championnat d'Europe en 2016
- 8e place au championnat d'Europe en 2010[8]

### Distinction individuelles
- élue meilleure pivot du championnat d'Europe junior en 2009[9]